# Anomala prudentia
Anomala prudentia är en skalbaggsart som beskrevs av Ohaus 1919. Anomala prudentia ingår i släktet Anomala och familjen Rutelidae. Inga underarter finns listade i Catalogue of Life.